# 17805 Швестка
17805 Швестка (17805 Švestka) — астероїд головного поясу, відкритий 30 березня 1998 року.
Тіссеранів параметр щодо Юпітера — 3,223.